# Hemigrammus machadoi
Hemigrammus machadoi es una especie de pez de agua dulce de la familia de los carácidos y del género Hemigrammus, cuyos integrantes son denominados comúnmente tetras. Habita en ambientes acuáticos tropicales en el centro de Sudamérica.

## Taxonomía
Descripción original
Esta especie fue descrita originalmente en el año 2014 por los ictiólogos Rafaela Priscila Ota, Flávio César Thadeo de Lima y Carla Simone Pavanelli.
Localidad tipo
La localidad tipo referida es: “municipio de Pontes e Lacerda, en las coordenadas: 15°11′34″S 59°25′26″O / -15.19278, -59.42389, igarapé Barreiro, afluente del río Iténez (o Guaporé), cuenca del río Madeira, camino a Vila Bela da Santíssima Trindade, estado de Mato Grosso, Brasil”.
Holotipo
El ejemplar holotipo designado es el catalogado como: INPA 39889; se trata de un espécimen adulto el cual midió  30,4 mm de longitud estándar. Fue capturado por Willian Massaharu Ohara el 13 de diciembre de 2011, siendo depositado en la colección de ictiología del Instituto Nacional de Pesquisas da Amazônia (INPA), ubicado en la ciudad brasileña de Manaus.
Etimología
Etimológicamente, el término genérico Hemigrammus se construye con palabras en el idioma griego, en donde: hemi significa ‘mitad’ y gramma es ‘letra’ o ‘señal’.
El epíteto específico machadoi es un sustantivo genitivo y epónimo que refiere al apellido de la persona a quien fue dedicada, el ictiólogo de la Universidad Federal de Mato Grosso Francisco de Arruda Machado, por su incansable dedicación al estudio y la conservación de los peces matogrosenses y sus ecosistemas.

## Características
La coloración de Hemigrammus machadoi es la siguiente: presenta de color amarillo claro a naranja claro —con un tono plateado— el opérculo, el área de los huesos infraorbitales y los lados del cuerpo que están por debajo de la línea media; la punta de dentario, el hocico y la parte superior de la cabeza son de color gris oscuro; son translúcidos —con un tono marrón claro— el dorso y la porción posterior del cuerpo (el área que se encuentra inmediatamente por detrás de la proyección vertical del origen de la aleta anal); de color naranja claro son el pedúnculo caudal y las aletas dorsal y pélvicas, así como las porciones anteriores de las aletas anal, caudal y adiposa; tiene además una tenue banda lateromedial oscura, ancha y plomiza, la cual se extiende hacia el pedúnculo caudal.
Caracterización y relaciones filogenéticas
Hemigrammus machadoi se caracteriza por poseer una amplia franja oscura horizontal atravesando el ojo, por tener una mancha humeral alargada verticalmente y por presentar 4 o 5 rastrillos branquiales en la rama superior y 9 o 10 en la inferior.
La especie morfológicamente más semejante, con la que además comparte una distribución simpátrica, es H. lunatus, de la cual es posible distinguirla fácilmente por la forma de la mancha humeral y por el número de rastrillos branquiales.
No se constataron diferencias en el análisis comparativo de los rasgos cromáticos, morfométricos y merísticos efectuado entre especímenes de este pez colectados en los ríos Guaporé, Pacaás Novos (tributario del río Mamoré) y cuencas del río Paraguay superior.
Hemigrammus machadoi pertenece a un presumible grupo monofilético, denominado ‘‘grupo de especies Hemigrammus lunatus’’, el cual está integrado además de H. lunatus por H.  barrigonae y H. ulreyi.

## Distribución geográfica y hábitat
Hemigrammus machadoi es un tetra endémico de los estados de Mato Grosso y Rondonia, en el centro-oeste de Brasil, donde se distribuye en las dos más importantes cuencas hidrográficas sudamericanas: la amazónica y la del Plata.
Por un lado, se distribuye en el río Iténez (o Guaporé) y otros tributarios menores de los ríos Mamoré y Madeira, en las porciones superior y media de la cuenca de este último, el cual es el principal afluente por la margen derecha del río Amazonas. 
Por el otro, habita también en la cuenca superior del río Paraguay, perteneciente a la cuenca del Paraná, integrante a su vez de la cuenca del Plata. Dicha hoya hidrográfica vuelca sus aguas en el océano Atlántico Sudoccidental por intermedio del Río de la Plata.